# Djeballah Khemissi
Pour les articles homonymes, voir Khemis.
Djeballah Khemissi est une commune de la wilaya de Guelma en Algérie.

## Géographie
La commune est limitée au nord par Guelaat Bou Sbaa et Nechmeya; au sud, par Oued Seybouse ; à l'est, par Beni Mezline et à l'ouest, par Boumahra Ahmed.